# Товтры (село)
Товтры́ (укр. Товтри) — село в Окнянской сельской общине Черновицкого района Черновицкой области Украины.
До 2020 года входило в Заставновский район.
Население по переписи 2001 года составляло 1758 человек. Почтовый индекс — 59424. Телефонный код — 3737. Код КОАТУУ — 7321588801.